# Vunibaldo Rech
Vunibaldo Rech, conhecido como Vuni
(Itapiranga, 27 de outubro de 1940 – Passo Fundo, 9 de fevereiro de 2010) foi um empresário e político brasileiro.
Empresário do setor educacional (dono da FAI Faculdades), Rech foi eleito prefeito de Itapiranga (SC) em 2004, pelo Partido dos Trabalhadores, tendo como vice Milton Simon. Em 2008, a dupla Rech/Simon foi reeleita. O fato constituiu um marco para a cidade pois, em sua pequena história, era a primeira vez que um político administraria a cidade por mais de quatro anos, mandato este oficializado nas urnas.
Vunibaldo Rech morreu durante o segundo mandato de prefeito, no Hospital São Vicente de Paula em Passo Fundo, quando se tratava de problemas circulatórios.